# Jędrzej Moraczewski
Jędrzej Moraczewski (13 de janeiro de 1870 – 5 de agosto de 1944) foi um político polonês, presidente de seu país entre novembro de 1918 e janeiro de 1919.